# Schwedische Kirche

Wappen der Schwedischen Kirche

Die Schwedische Kirche (schwedisch Svenska kyrkan) ist die evangelisch-lutherische Kirche und ehemalige Staatskirche Schwedens. Sie zählt 5.563.351 Mitglieder (Stand 2022). Das entspricht 52,8 Prozent der Bevölkerung.

## Geschichte
Ansgar, ein fränkischer Mönch, kam nachweislich im Jahre 829 erstmals als Missionar auf schwedisches Gebiet. Aber auch schon vorher kamen Wikinger durch ihre Züge mit der christlichen Lehre in Berührung. Etwa um 1000 ließ sich König Olof Skötkonung taufen. Das Bistum Uppsala wurde 1164 Sitz eines Erzbischofs. 1210 wurde mit Erik Knutsson erstmals ein König von einem Bischof gekrönt, dies führte zur Verbindung von Kirche und Staat.
König Christian II. – die nordischen Länder waren in der Kalmarer Union zusammengeschlossen – ließ 1520 in Stockholm unter anderem auch zwei Bischöfe im Zuge des Stockholmer Blutbades hinrichten. Dies führte zum Aufruhr und schließlich zur Unabhängigkeit Schwedens 1523.
Beeinflusst durch Martin Luther führte Olaus Petri in Stockholm die reformatorische Lehre ein. Der Reichstag von Västerås 1527 bestätigte die Grundentscheidung für die Reformation, indem er König Gustav I. Wasa – anstelle des Papstes – zum Oberhaupt der Schwedischen Kirche bestimmte. Ein definitiver Bruch mit Rom erfolgte allerdings erst 1531 mit der Wahl von Laurentius Petri zum ersten evangelischen Erzbischof von Uppsala. Damit beschleunigte sich die Durchsetzung der Reformation etwas, aber immer noch wurden viele alte Ordnungen beibehalten. Der König war zwar Kirchenoberhaupt, hatte aber nie solche Macht wie die deutschen Landesfürsten. 1541 war die gesamte Bibel ins Schwedische übersetzt, bereits seit 1531 wurden Gottesdienste in der Landessprache gehalten. Lange Zeit waren andere Glaubensrichtungen verboten. König Johann III. neigte zu einem humanistisch-reformkatholischen Christentum. Erst nach seinem Tod kam es auf der Synode von Uppsala 1593 zur Annahme der Augsburger Konfession als unverbrüchlicher Norm der schwedischen Kirche. Im 17. Jahrhundert setzte sich die Lutherische Orthodoxie vollends durch, während der Pietismus nur wenig Wurzeln schlug.
Erst 1784 wurde in Stockholm wieder ein öffentlicher katholischer Gottesdienst abgehalten. Im 18. und 19. Jahrhundert gab es auch in der schwedischen Kirche Erweckungsbewegungen, es waren der Laestadianismus, Rosenianismus und Schartauanismus. Infolge von Spannungen kam es zur Gründung freier Gemeinden. Die Zeit brachte eine größere Religionsfreiheit, aber erst 1951 wurde sie vom Gesetz vollständig garantiert. Zu Beginn des 20. Jahrhunderts bemühte sich die Junge-Kirche-Bewegung (Ungkyrkorörelsen) um eine Modernisierung der Kirche.

## Heutige Situation

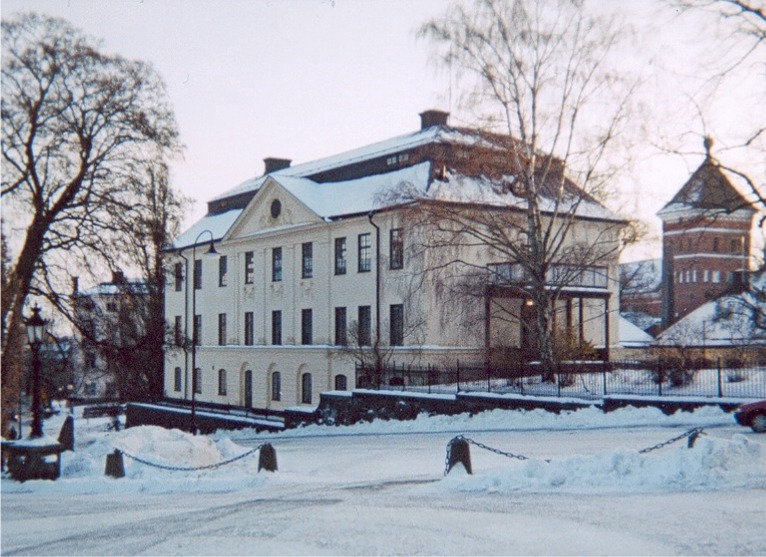
Palast des Erzbischofs in Uppsala

Die Trennung von Kirche und Staat trat am 1. Januar 2000 in Kraft; seitdem ist die Schwedische Kirche nicht mehr Staatskirche. Verbliebene staatliche Forderungen, die aus dem Gesetz über die Schwedische Kirche hervorgehen, sind etwa, dass diese evangelisch-lutherisch und demokratisch bleibt sowie dass sie ihre Tätigkeit schwedenweit betreibt. Heute wird man erst durch Taufe in dieser Kirche Mitglied, doch hat sie auch heute noch verschiedene Aufgaben und Privilegien, wie die Verwaltung der Friedhöfe und diverse Fördermittel. Erziehungsberechtigte können auch ihre nicht getauften Kinder als Mitglieder anmelden.
Die Regierung von Schweden legte der Kirche erstmals 1957 nahe, die Gleichberechtigung im Pfarramt einzuführen, die leitende Synode lehnte das jedoch noch ab. Ein Jahr später, 1958, gab es eine Mehrheit für die Frauenordination. Damit begann ein fortwährender Liberalisierungsprozess innerhalb der schwedischen Kirche, der nicht zuletzt auch in der Einführung eines gesonderten Ritus zur Segnung homosexueller Paare Ausdruck fand. Bis 1983 galt eine Übergangsregelung für die Gegner der Frauenordination. Die Einstellung sollte für die Ordination oder die Bischofsweihe keine Rolle spielen. 1983 fiel diese so genannte Gewissensklausel weg (samvetsklausulen). 1997 beschloss die leitende Synode, dass alle Kandidierenden schriftlich versichern müssen, mit allen Ordinierten (also Diakonen, Pfarrern und Bischöfen) unabhängig von deren Geschlecht zusammenzuarbeiten. Diese Liberalisierung wurde von konservativen Gruppen nicht mitgetragen, was 2003 zur Gründung der Schwedischen Missionsprovinz führte. Der erste Bischof der Missionsprovinz war der pensionierte schwedisch-kirchliche Pfarrer Arne Olsson (1930–2024). Die Missionsprovinz bezeichnet sich als Diözese innerhalb der Schwedischen Kirche, wird allerdings von der Amtskirche als schismatische Gruppe bezeichnet.
Die Segnung gleichgeschlechtlicher Paare führte zu Spannungen mit anderen Kirchen. Die Russisch-Orthodoxe Kirche brach die Kontakte zur Schwedischen Kirche ab. Die drei lutherischen Bischöfe des Baltikums sahen die Kirchen- und Abendmahlsgemeinschaft ernsthaft gefährdet, wohingegen Kirchenvertreter in Deutschland (EKD) und den Niederlanden diesen Schritt begrüßten. Im Oktober 2009 ermöglicht die Schwedische Kirche die kirchliche Trauung gleichgeschlechtlicher Paare.
Die Schwedische Kirche ist Mitglied der Porvoo-Gemeinschaft und hat mit diesen Kirchen volle Kirchengemeinschaft. Außerdem führte sie seit 2005 bilaterale Gespräche mit der Internationalen Bischofskonferenz der Altkatholischen Kirchen der Utrechter Union. Im Dialogprozess mit der Altkatholischen Kirche wurde 2013 ein Abschlussbericht vorgelegt. Am 23. November 2016 unterschrieben Erzbischöfin Antje Jackelén für die Schwedische Kirche und Erzbischof Joris Vercammen für die Utrechter Union im Rahmen der Generalsynode der Schwedischen Kirche im Dom von Uppsala die Vereinbarung zur Kirchengemeinschaft.

## Verwaltungsgliederung

Diözesen der Schwedischen Kirche (Stand 2010)

Die Verwaltungsgliederung der Schwedischen Kirche mit einer Erzdiözese (ärkestift) in Uppsala und 13 Diözesen (stift), die jeweils von einem Bischof (biskop) geführt werden, geht noch auf die vorreformatorische Zeit zurück. Der Erzbischof von Uppsala ist damit auch der höchste Repräsentant der Schwedischen Kirche. Den Diözesen untergeordnet sind die sogenannten Kontrakte (kontrakt), von denen es insgesamt 174 gibt. Sie werden von einem Propst (kontraktsprost) geführt und unterteilen sich in jeweils mehrere Pastorate (pastorat). Diese wiederum bestehen je aus einer oder mehreren Kirchengemeinden (församlingar).

### Gegenwärtige Bistümer
| Bistum           | Sitz      | Dom              | Bischof                           | Gegenwärtiger Bischof                                     |
| ---------------- | --------- | ---------------- | --------------------------------- | --------------------------------------------------------- |
| Bistum Uppsala   | Uppsala   | Dom zu Uppsala   | Liste der Erzbischöfe von Uppsala | Martin Modéus (Erzbischof), Karin Johannesson (Bischöfin) |
| Bistum Göteborg  | Göteborg  | Dom zu Göteborg  | Liste der Bischöfe von Göteborg   | Susanne Rappmann                                          |
| Bistum Härnösand | Härnösand | Dom zu Härnösand | Liste der Bischöfe von Härnösand  | Teresia Boström                                           |
| Bistum Karlstad  | Karlstad  | Dom zu Karlstad  | Liste der Bischöfe von Karlstad   | Sören Dalevi                                              |
| Bistum Linköping | Linköping | Dom zu Linköping | Liste der Bischöfe von Linköping  | Marika Markovits                                          |
| Bistum Luleå     | Luleå     | Dom zu Luleå     | Liste der Bischöfe von Luleå      | Åsa Nyström                                               |
| Bistum Lund      | Lund      | Dom zu Lund      | Liste der Bischöfe von Lund       | Johan Tyrberg                                             |
| Bistum Skara     | Skara     | Dom zu Skara     | Liste der Bischöfe von Skara      | Ulrica Fritzson                                           |
| Bistum Stockholm | Stockholm | St. Nicolai      | Liste der Bischöfe von Stockholm  | Andreas Holmberg                                          |
| Bistum Strängnäs | Strängnäs | Dom zu Strängnäs | Liste der Bischöfe von Strängnäs  | Johan Dalman                                              |
| Bistum Västerås  | Västerås  | Dom zu Västerås  | Liste der Bischöfe von Västerås   | Mikael Mogren                                             |
| Bistum Växjö     | Växjö     | Dom zu Växjö     | Liste der Bischöfe von Växjö      | Fredrik Modéus                                            |
| Bistum Visby     | Visby     | Dom zu Visby     | Liste der Bischöfe von Visby      | Erik Eckerdal                                             |

### Ehemalige Bistümer
| Bistum                   | Sitz      | Dom              | Bischof                                  | Anmerkung                                                            |
| ------------------------ | --------- | ---------------- | ---------------------------------------- | -------------------------------------------------------------------- |
| Bistum Kalmar            | Kalmar    | Kalmarer Dom     | Liste der Bischöfe von Kalmar            | Existierte 1678–1915; ging im Bistum Växjö auf                       |
| Superintendenz Mariestad | Mariestad | Dom zu Mariestad | Liste der Superintendenten von Mariestad | Existierte als Superintendenz 1580–1646; ging im Bistum Karlstad auf |

### Auslandsgemeinden

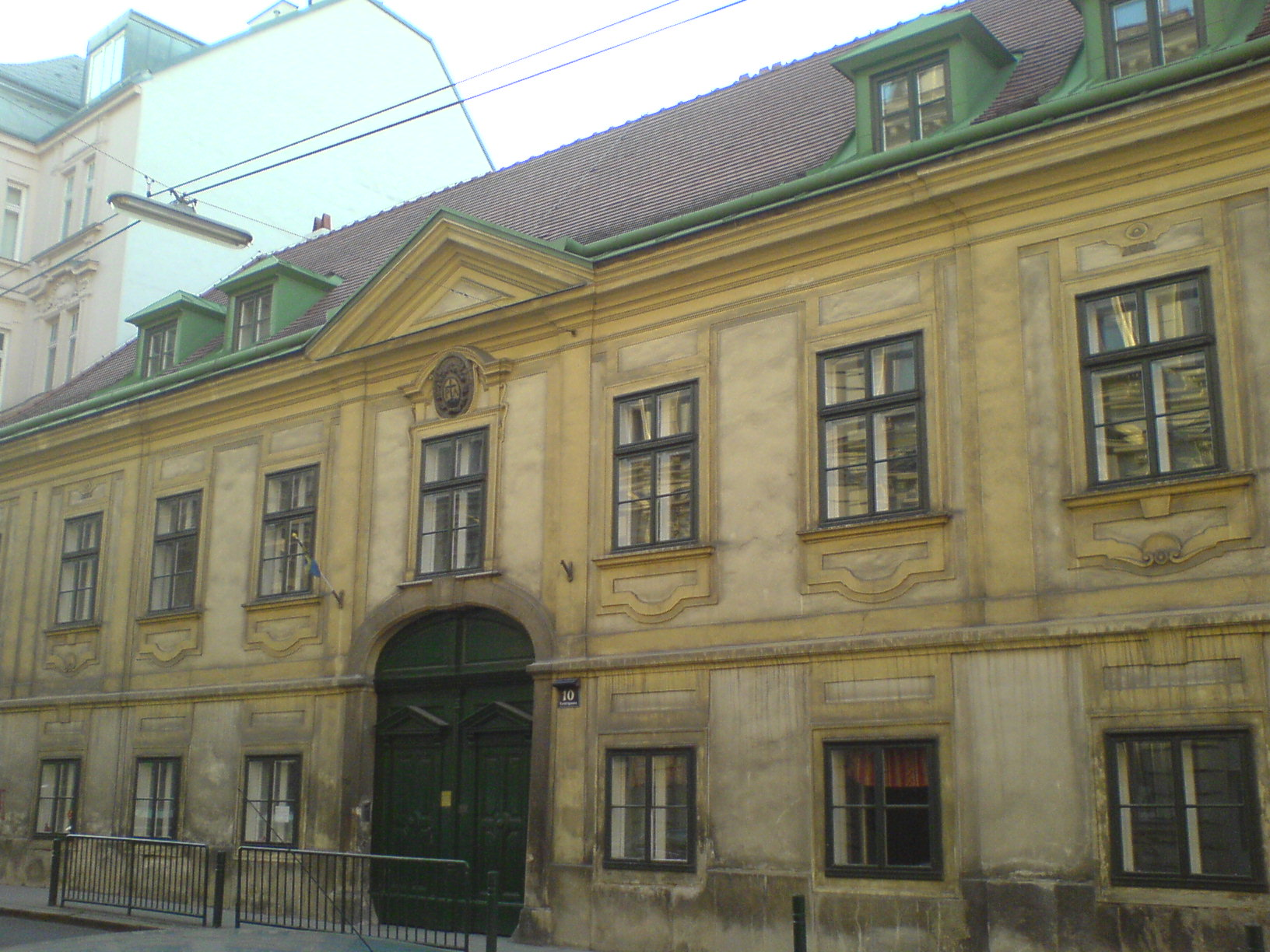
Schwedische Mission Wien

Die Schwedische Kirche ist auf allen fünf Kontinenten mit Auslandsgemeinden vertreten.
- In der Schweiz ist die Schwedische Kirche mit den Gemeinden Bern, Genf, Lausanne und Zürich–Basel vertreten.[9]
- In Deutschland gibt es schwedische Kirchengemeinden in Berlin (Schwedische Kirche (Berlin)), Frankfurt am Main, Hamburg und München.[10] In Hamburg befindet sich die 1907 geweihte Gustaf Adolfskyrkan.
- Die Wurzeln der Schwedischen Kirche in Wien reichen bis ins 18. Jahrhundert zurück. 1982 wurde die schwedische Pfarrgemeinde in Wien[11] gegründet.[12] Die Schwedische Israelmission befand sich seit 1922 im später von der evangelischen Pfarre A.B. Alsergrund (Messiaskapelle) verwendeten Haus,[13] übersiedelte 1985 dann aber in das Freihaus des ehemaligen Barnabitenklosters im 18. Bezirk.[14]